# Karabin Mauser M1871
Mauser M1871 – niemiecki karabin jednostrzałowy. Pierwszy seryjnie produkowany karabin braci Paula i Wilhelma Mauserów.

## Historia
W latach 60. XIX wieku armia pruska była wyposażona w jednostrzałowe karabiny iglicowe Dreyse M/41. Była to pionierska konstrukcja, pierwszy masowo wprowadzony do uzbrojenia karabin odtylcowy z zamkiem ślizgowo-obrotowym. Jak większość konstrukcji pionierskich także karabiny iglicowe M/41 i M/62 szybko stały się przestarzałe. Wojna francusko-pruska (1870-1871) pokazała, że karabin Dreysego ma mniejszy zasięg od francuskiego karabinu Chassepot Mle1866.
Po zakończeniu wojny w 1871 roku rozpoczęto poszukiwania następcy karabinu Dreysego. W wyniku prób kilku konstrukcji za najlepszy uznano karabin braci Paula i Wilhelma Mauserów. Został on wprowadzony do uzbrojenia armii pruskiej jako Infanterie-Gewehr Mod. 71 (I.G. Mod. 71). Jednocześnie do uzbrojenia przyjęto karabinek Mod. 71.
Nowy karabin strzelał nabojem 11 × 60 mm o całkowitej długości 78 mm i masie 42,8 g. Był to nabój scalony. Składał się z ołowianego pocisku o masie 25 g i mosiężnej łuski z kryzą wystającą, elaborowanej 5 g prochu czarnego.
W następnych latach karabin M1871 był produkowany w zakładach Mausera (fabryki w Oberndorfie i Gdańsku), fabryce O.W. Styer (OEWG) w Erfurcie, Królewskiej Fabryce Karabinów w Spandau (obecnie dzielnica Berlina) oraz w angielskich zakładach  National Arms and Ammunition Company w Birmingham.
Karabiny z czasem stały się uzbrojeniem innych armii krajów Cesarstwa Niemieckiego, a lufa karabinu M1871 została wykorzystana podczas modernizacji bawarskiego karabinu Werder M1869 do wersji M1869 n.M. W 1881 roku opracowano dla Serbii zmodyfikowaną wersję karabinu M1871, karabin Mauser-Milovanović kalibru 10,15 mm.
Produkcję karabinu M1871 zakończono po rozpoczęciu produkcji karabinu powtarzalnego Mauser M1871/84

## Opis
Mauser M1871 był bronią jednostrzałową, z zamkiem ślizgowo-obrotowym czterotaktowym. Jedynym ryglem była rączka zamkowa. Karabin wyposażony był w bezpiecznik. Bezpiecznik miał postać skrzydełka znajdującego się w tylnej części zamka. M1871 był wyposażony w łoże i kolbę drewniane, z integralnym chwytem pistoletowym. M1871 był wyposażony w mechaniczne przyrządy celownicze składające się z celownika ramkowo-wysuwkowy o pięciu szczerbinach i muszki (nastawy celownika 300-1600 m).

## Galeria

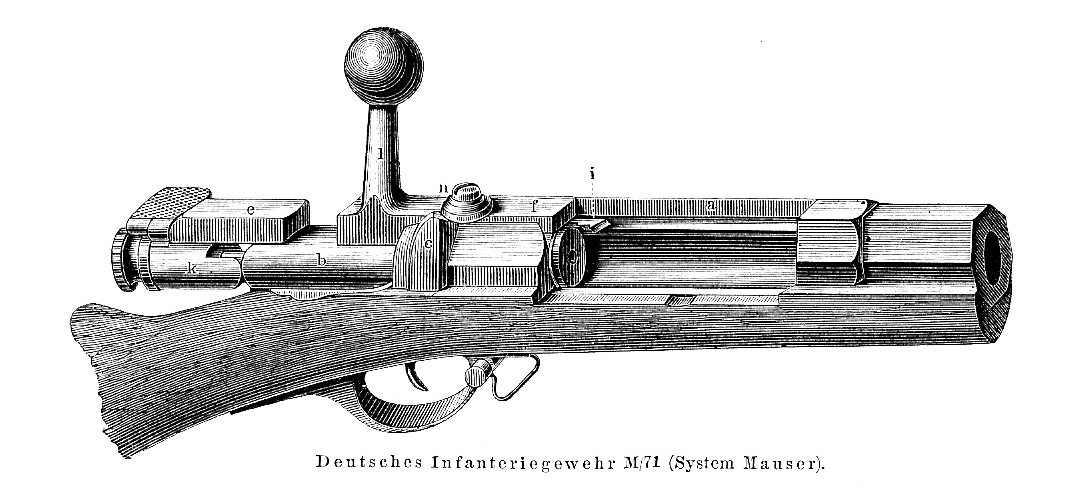
Zamek Mauser 1871 - otwarty
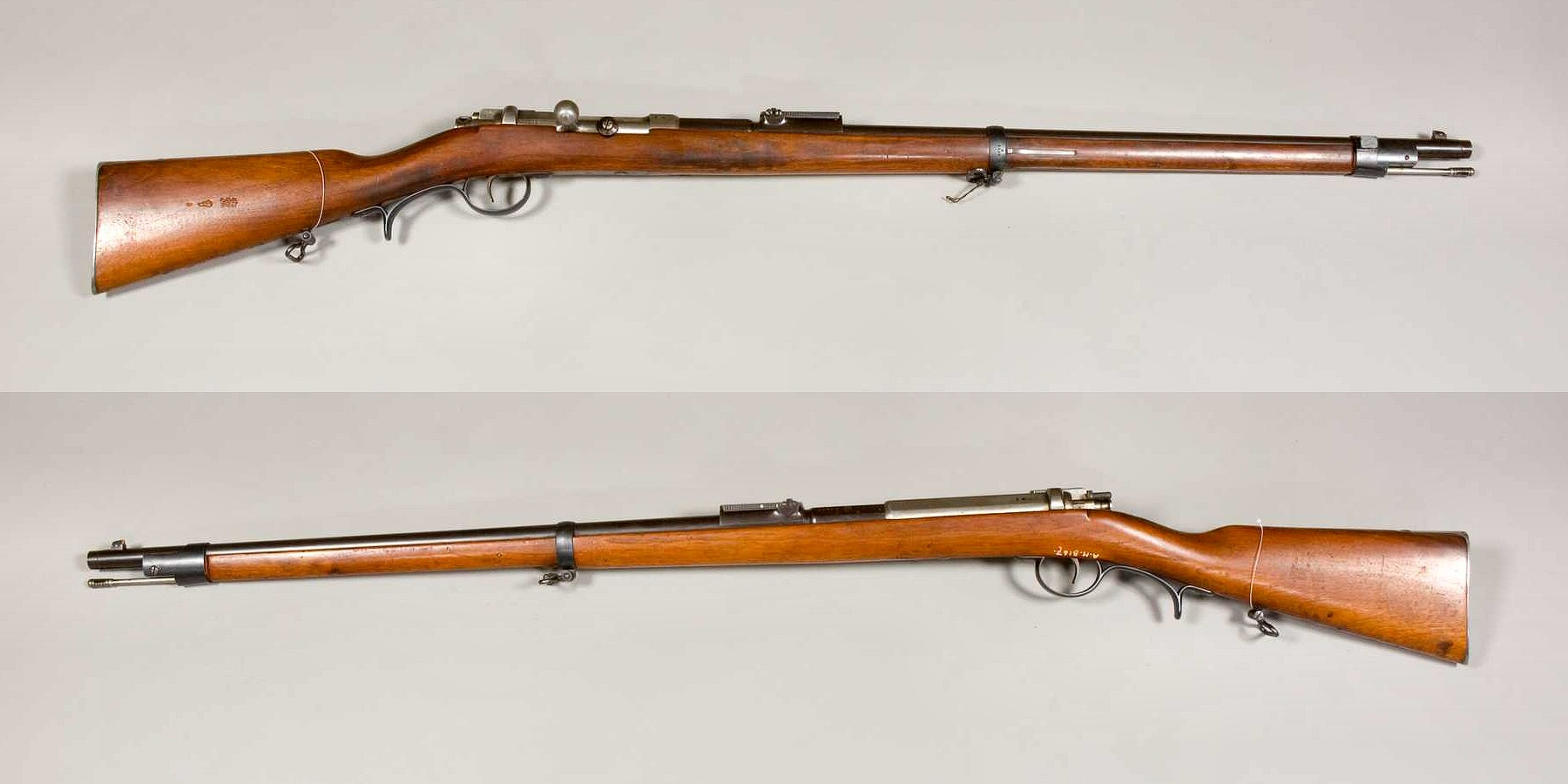
Mauser 1871 w wersji dla jednostek Jegrów
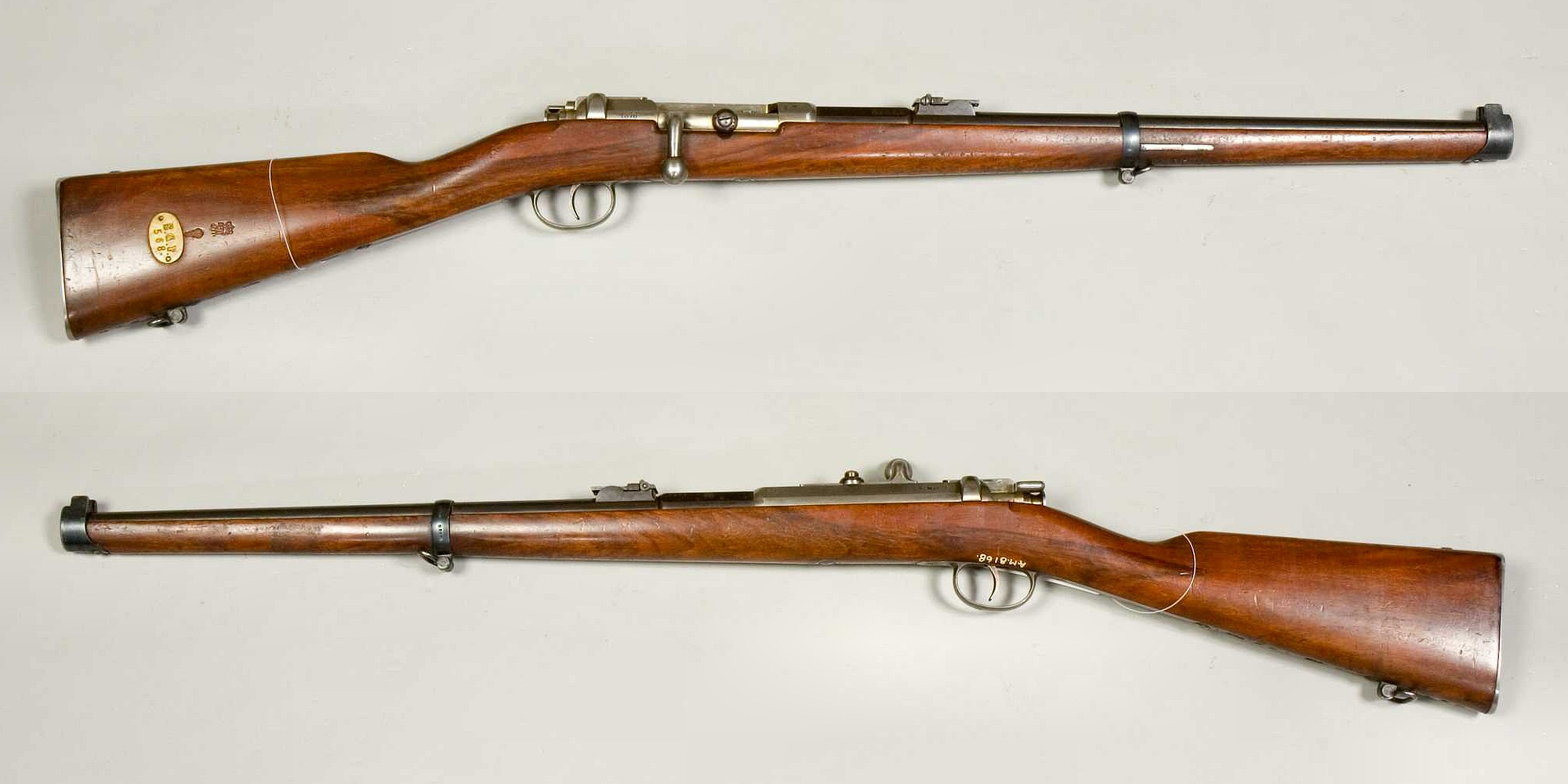
Mauser 1871 w wersji kawaleryjskiej
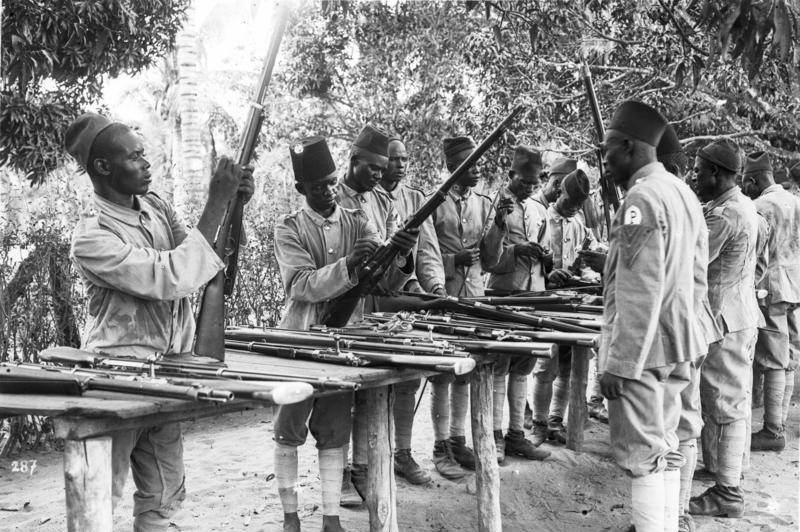
Askarysi w Niemieckiej Afryce Wschodniej uzbrojeni w Mausery 1871